# Асен Брусев
Асен Атанасов Брусев е български политик.

## Биография
Роден е на 27 юни 1890 година в град Карлово. През 1913 година завършва правни и държавни науки в Софийския университет. Става член на Демократическата партия. На 21 март 1932 година става кмет на град Варна. По негово време се продължава електрифицирането на Варна, каптират се нови води, ремонтира се градския резервоар. По негово управление на 5 юни 1932 година се открива театралната сграда на Варна. Подава оставка на 28 юли 1933 година.